# John Wentworth junior
John Wentworth junior (* 17. Juli 1745 in Somersworth, New Hampshire Colony; † 10. Januar 1787 in Dover, New Hampshire) war ein britisch-amerikanischer Rechtsanwalt und Politiker.

## Werdegang
Wentworth, Sohn von Richter John Wentworth, graduierte 1768 an der Harvard University und studierte anschließend Jura. Nach seiner Zulassung als Anwalt zog er nach Dover (New Hampshire), wo er 1771 anfing zu praktizieren. Sein Cousin, Gouverneur John Wentworth, ernannte ihn 1773 zum Nachlassverwalter von Strafford County, eine Stellung, die er bis zu seinem Tod innehatte.
Wentworth entschied sich eine politische Laufbahn einzuschlagen. Er diente in verschiedenen revolutionären Ausschüssen. Am 10. Januar 1774 wurde er Mitglied im Committee of Correspondence. Dann war er von 1776 bis 1780 im Repräsentantenhaus von New Hampshire tätig. Ferner wurde er im Juni 1777 in das Committee of Safety berufen. Darüber hinaus hatte er von 1777 bis 1786 eine Stelle als Moderator (Stadtbeamter) inne. In den Jahren 1778 und 1779 war er Delegierter im Kontinentalkongress, wo er die Konföderationsartikel unterzeichnete. Dann war er von 1780 bis 1784 Mitglied im State Council. Anschließend war er bis 1786 im Senat von New Hampshire tätig.
Er verstarb 1787 in Dover und wurde dann auf dem Pine Hill Cemetery beigesetzt.